# Elstree Calling
Elstree Calling és un llargmetratge del Regne Unit realitzat l'any 1930 dirigit per Andre Charlot, Jack Hulbert, Paul Murray i Alfred Hitchcock per als Elstree Studios. Va ser la resposta britànica al film estatunidenc The Hollywood Revue of 1929.
Està compost per sketches i números de music-hall, Hitchcock filmà algunes de les seves seqüències. El cinema policíca i la seva paròdia és el centre de la pel·lícula, també es parodia, per exemple Shakespeare i la seva "La feréstega domada", adaptada al cinema per Douglas Fairbanks i Mary Pickford. També hi apareix un aparell de televisió que es nega a funcionar essent aquest els anys de la invenció de la televisió.